# Провоторов, Владислав Алексеевич
Владислав Алексеевич Провоторов (род. 26 июня 1947, Потсдам) — советский и российский художник, один из представителей российского Виженари арт. Входил в «Двадцатку московских художников», считается одним из лидеров современной религиозно-мистической живописи. В середине 1990-х годов отошёл от активной художественной деятельности, в настоящее время является протоиереем и настоятелем храма Благовещения Пресвятой Богородицы в селе Павловская Слобода (Русская Православная Церковь Московского Патриархата).

## Биография
Владислав Алексеевич Провоторов родился 26 июня 1947 года в Потсдаме, в советской зоне оккупации Германии, в семье военного. Учился в МГАХИ им. В. И. Сурикова. В 1972 году закончил Московское высшее художественно-промышленное училище имени С. Г. Строганова. Через год, в возрасте 26 лет крестился. С 1975 года работал в Художественном фонде РСФСР.
В это время (середина 70-х) Провоторов начинает выставляться, его работы становятся известными широкой публике. В ранних полотнах заметно влияние таких титанов Северного Возрождения как: Брейгель, Босх, Грюневальд; из современников Провоторова (сюрреалистов) — Дали и др. В это время художник приобретает самого себя в творчестве, вырабатывает свой индивидуальный стиль живописи. Его работы ещё не содержат религиозных символов, являясь скорее философскими по содержанию.
Затем, в 1977-91 гг. Провоторов часто выставляет свои работы в галерее на Малой Грузинской, в «Доме Высоцкого» и становится членом знаменитой «Двадцатки московских художников», своеобразного центра нонконформистской живописи СССР. Являясь одним из самых известных представителей «Двадцатки», художник испытывает влияние Виталия Линицкого , знакомство и дружба с которым постепенно приводят его к живописи, которая «несет в себе христианское миропонимание». В 1981 г. становится прихожанином Николо-Кузнецкого храма. С этого времени, по словам Провоторова, он начинает активно «двигаться в сторону православного творчества», что отразилось на его картинах. Живописные работы становятся все более религиозными по содержанию. Многие полотна были проданы в это время за границу, в частности в Финляндию и США. В 2000-х гг. большинство «узловых» работ Провоторова было возвращено на родину.
Также картины художника принимали участие в вернисажах галереи «М’Арс», в начале 90-х гг..
В 1994 году был рукоположен митрополитом Крутицким и Коломенским Ювеналием (РПЦ МП). Начинается отдаление Провоторова от живописи и сближение его с религиозной деятельностью. Через десять лет после рукоположения окончил Коломенскую духовную семинарию и был возведён в сан протоиерея. В настоящее время Провоторов является настоятелем храма Благовещения Пресвятой Богородицы в селе Павловская Слобода Истринского района, а также членом Епархиального отдела по реставрации и строительству.
Церковные награды:
- 1997 — набедренник
- 1998 — камилавка
- 2000 — наперсный крест; юбилейная грамота
- 2004 — благодарственная грамота

Женат, имеет двоих детей.
Интервью. «Все дороги ведут к Богу».

## Живопись
Живопись Провоторова уходит своими корнями в искусство Северного Возрождения, проходя при этом через своеобразную призму восприятия сюрреализма и фантастического реализма. Такие работы как «Бичевание» (1993) или «Четыре всадника» (1985) наглядно демонстрируют влияние на автора религиозных и апокалиптических тем, которые использовались северянами Босхом и Дюрером, а изломанные и искажённые тела на полотнах художника отсылают нас к творчеству Матиаса Грюневальда. При этом многие ранние картины ещё не обнаруживают религиозного влияния; большинство из них можно рассматривать как некий «протест» («Корабль дураков» (1981)) или как пример бренности человеческои плоти («Появление» (1979); цикл «Жесткая пластика» (1979)).
Отличительным примером живописи Провоторова является складывание картин в семичастные «циклы»: уже упомянутая «Жесткая пластика», «Анатомический театр»; из более поздних — «Семь трубных гласов» (на тему Апокалипсиса), «Семь смертных грехов». (Принцип складывания в циклы применялся уже В. Линицким, с которым Провоторов был хорошо знаком).
Характерное для художника «апокалиптическое» мировоззрение, нашедшее отражение в его работах, привело к тому, что Провоторов неоднократно обвинялся в садизме, сексуальных патологиях, жестокости и тд. Многие из его картин и рисунков действуют довольно отталкивающе на зрителя , .
Также особенностью живописи Провоторова является тщательная проработка деталей.

## Известные работы
- «Поцелуй Иуды»
- «Вавилонская башня»
- «Космогония № 666»
- «Танец Саломеи»
- «Адам и Ева»
- «Ковчег»
- «Четыре всадника Апокалипсиса»

## Интересные факты
- Провоторов освящал свои картины: для проведения ритуалов к нему на дом приходил священник[7].
- Картина Провоторова «Четыре всадника Апокалипсиса» использовалась в качестве обложки альбома «Apocalypse» (1993) группы «Новый Завет»[8].
- Картина «Космогония № 666» использовалась как обложка альбома «С кем ты?» (1986) группы «Ария»[9].